# Kartoffelbrennerei

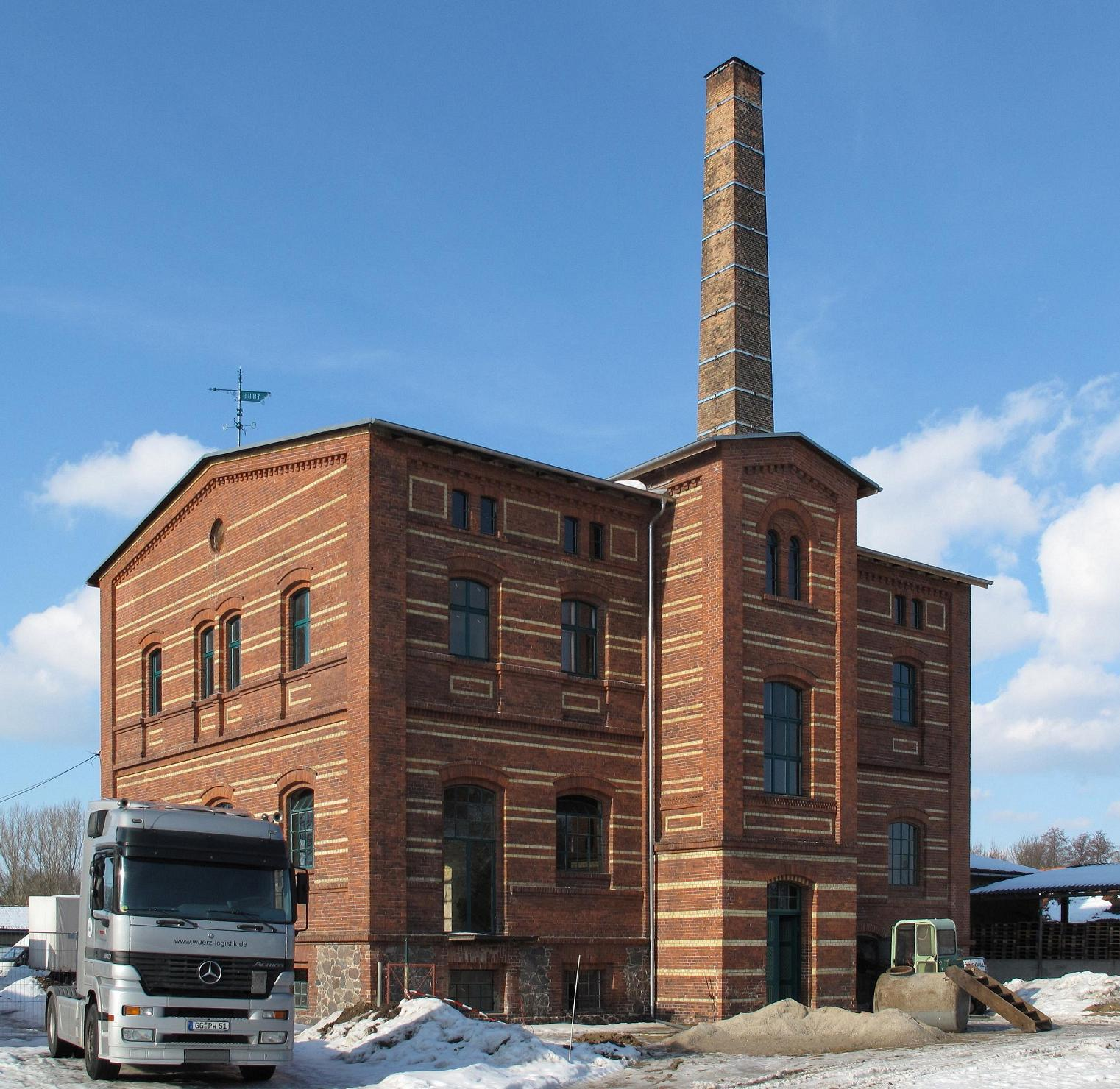
Kartoffelbrennerei auf Gut Genshagen

In der Getreide- und Kartoffelbrennerei werden stärkehaltige Agrarrohstoffe wie Kartoffeln und Getreide zu Agraralkohol für den Genuss, die Medizin, Pharmazie und Kosmetik sowie zur Essigerzeugung, verarbeitet. Es gibt landwirtschaftliche (oft in Genossenschaften organisiert) und industrielle Brenner. In der Regel handelt es sich um eine Verschlussbrennerei.

## Rohstoffe
Als Rohstoffe dienen alle Arten stärkehaltiger Agrarprodukte wie
- Kartoffeln und Kartoffeltrockenderivate wie Kartoffelwalzmehl, Kartoffelflocken, -schnitzel und -scheiben
- Getreide: Weizen, Roggen, Buchweizen, Gerste, Hafer, Hirse und deren Derivate, vor allem aber Triticale und Mais
- seltener Wurzeln und Knollen: Maniokwurzeln, Bataten, Quecken, Kastanien und deren Derivate

## Aufbereiten und Aufschließen der Rohstoffe
Zunächst muss die langkettige Stärke in hefeverwertbare, kurzkettige Bruchstücke zerlegt, d. h. verzuckert werden. Die Stärke muss aufgeschlossen, verkleistert und gelöst werden. Voraussetzung dafür ist das ausreichende Vorhandensein von Wasser, je nach Rohstoffbeschaffenheit. Die Rohstoffe werden zerkleinert, mit Wasser versetzt und anschließend unter Druck in Edelstahlbehältern gedämpft. Man spricht dabei vom Maischen.

## Gärführung
Zur Vergärung des Zuckers zum Alkohol werden Reinzuchthefen zugegeben, man arbeitet nach dem Satzhefeverfahren, Milchsäureverfahren, Schwefelsäureverfahren oder mittels der kontinuierlichen Hefeführung.
Die klassische Gärdauer beträgt drei Tage bzw. 68 Stunden (Angärung etwa 20 h, Hauptgärung etwa 18 h, Nachgärung etwa 30 h), längere Zeiten bringen keine Vorteile. Die Temperatur beträgt zwischen 20 und 36 °C.

## Kontinuierliche Destillation
Das Brennen der Maische findet bei der kontinuierlichen Destillation in Brennblasen mit einer Kolonne aus vielen Glockenböden statt. In Apparaten mit Dephlegmator und Röhrenkühler lässt sich sicher eine Alkoholstärke über 85 Prozent in einem Arbeitsgang erzielen.

## Weingeistzähler
Da die Alkoholerzeugung einer strengen Kontrolle durch die Zollbehörden unterliegt, wird der erzeugte Alkohol bzw. Rohsprit in Menge und Stärke exakt erfasst. Hierzu dienen spezielle geeichte Messuhren.

## Verwerten der Schlempe
Die anfallende Sauermaische oder Schlempe wird als Viehfutter, was jedoch Viehhaltung bedingt, oder Rohstoff für die Biogasgewinnung verwendet. Bei landwirtschaftlichen Brennereien ist die Verwendung als Viehfutter im eigenen Betrieb ebenso wie der ausschließliche Einsatz von eigenerzeugten Rohstoffen meist gesetzlich vorgeschrieben.